# Глухий ясенний носовий
Глухий ясенний носовий — приголосний звук, що існує в деяких мовах. У Міжнародному фонетичному алфавіті записується як ⟨n̥⟩ («n» зі знаком глухості). В українській мові цей звук передається на письмі літерою н.